# Olešnice (přírodní památka)
Přírodní památka Olešnice se nalézá západně od města Chlumec nad Cidlinou. Jedná se převážně o rovinaté území s mírnými svahy. Na lokalitě převládají lesní porosty s dominujícími dubohabřinami.

## Předmět ochrany
Předmětem ochrany je zajištění stabilní populace silně ohroženého druhu roháče obecného vhodnou údržbou stávajících biotopů (zejména skupin starých stromů ponechaných až do stadia rozpadu, včetně torz a jejich zbytků a pařezů pokácených stromů).

## Fauna
Na lokalitě bylo pozorováno celkem 78 druhů brouků z celkem 29 čeledí. Tři druhy – zlatohlávek skvostný (Protaetia speciosissima, syn. Potosia aeruginosa), krajník hnědý (Calosoma inquisitor) a roháč obecný (Lucanus cervus) jsou zvláště chráněné.

## Galerie

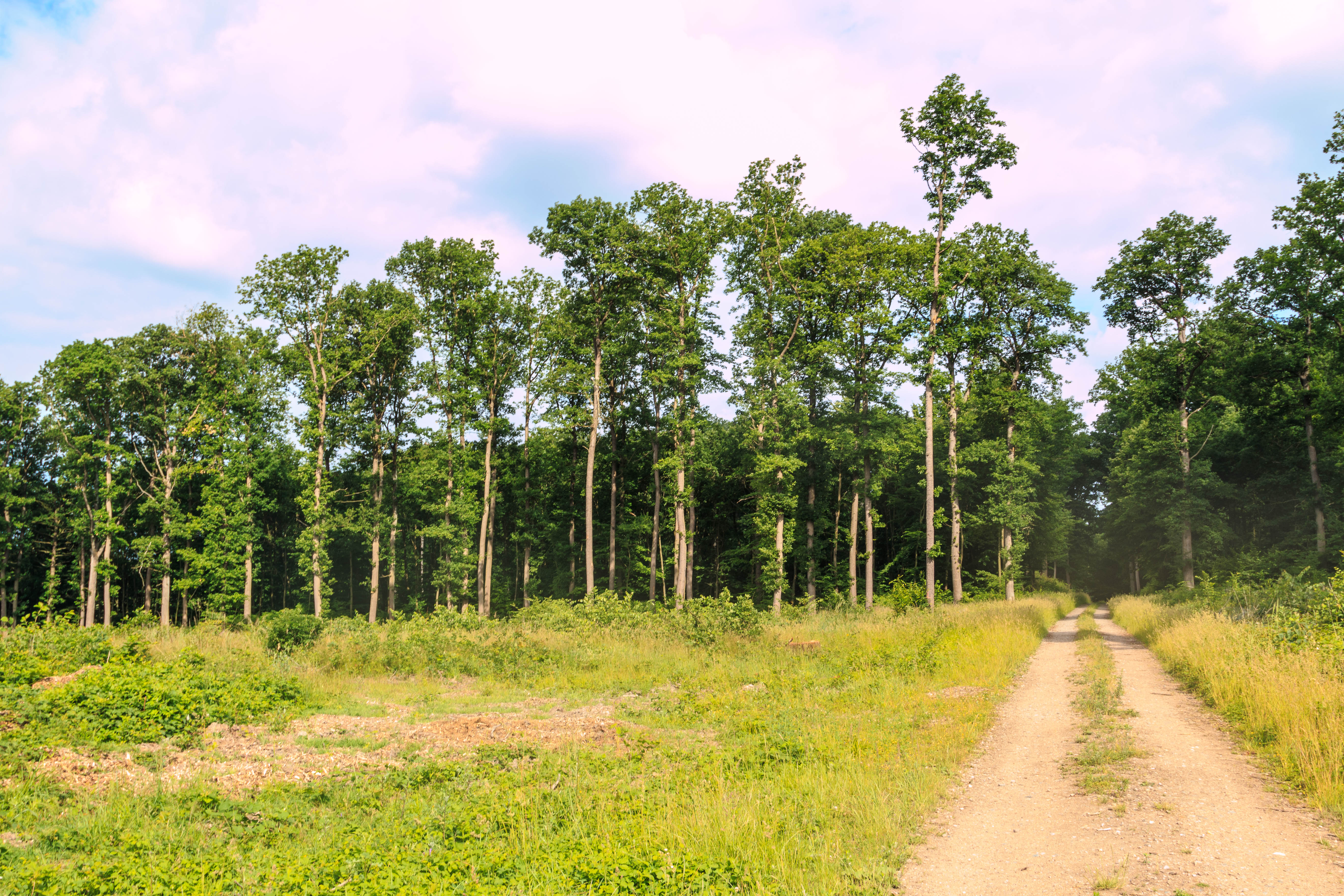
Přírodní památka Olešnice
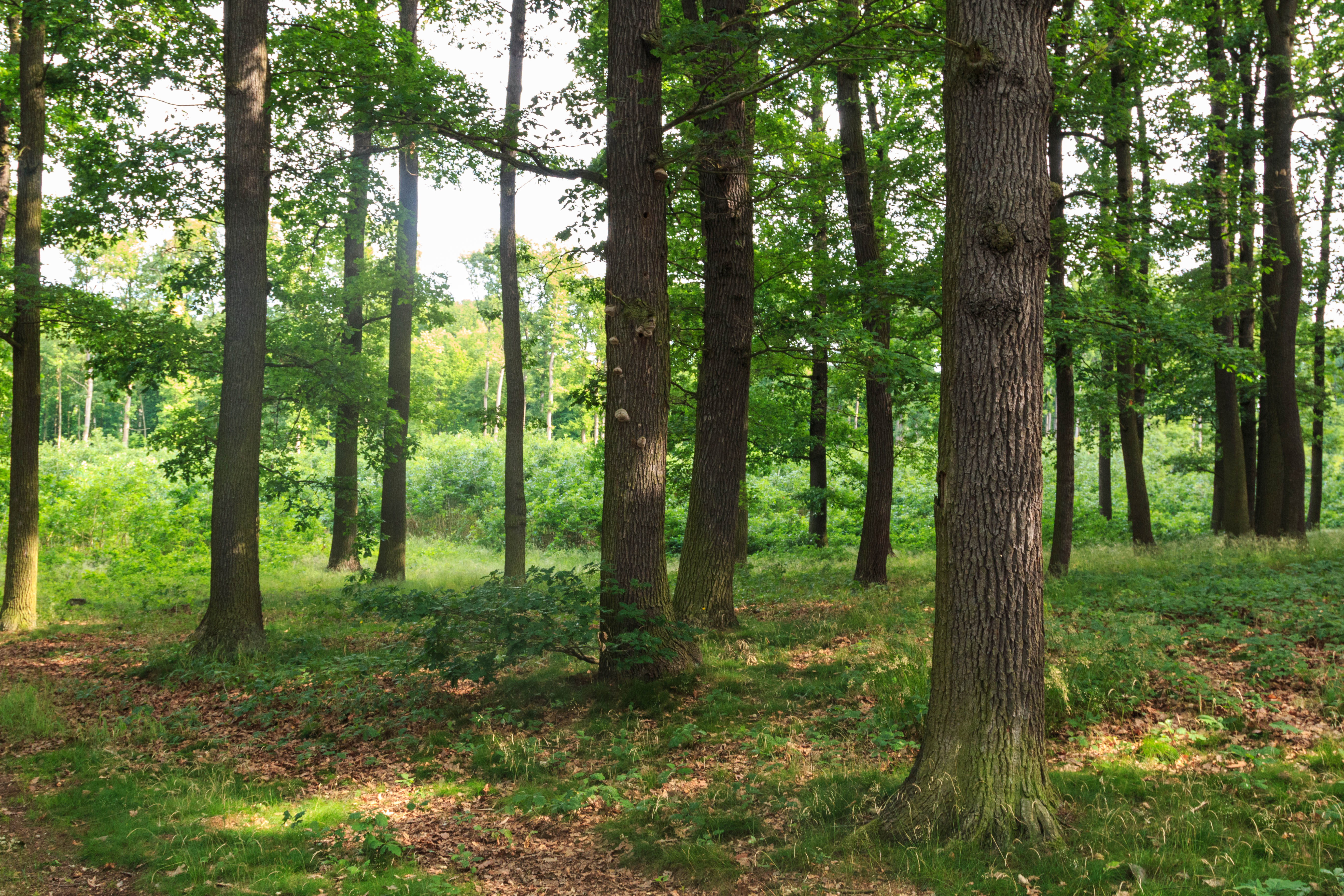
Přírodní památka Olešnice
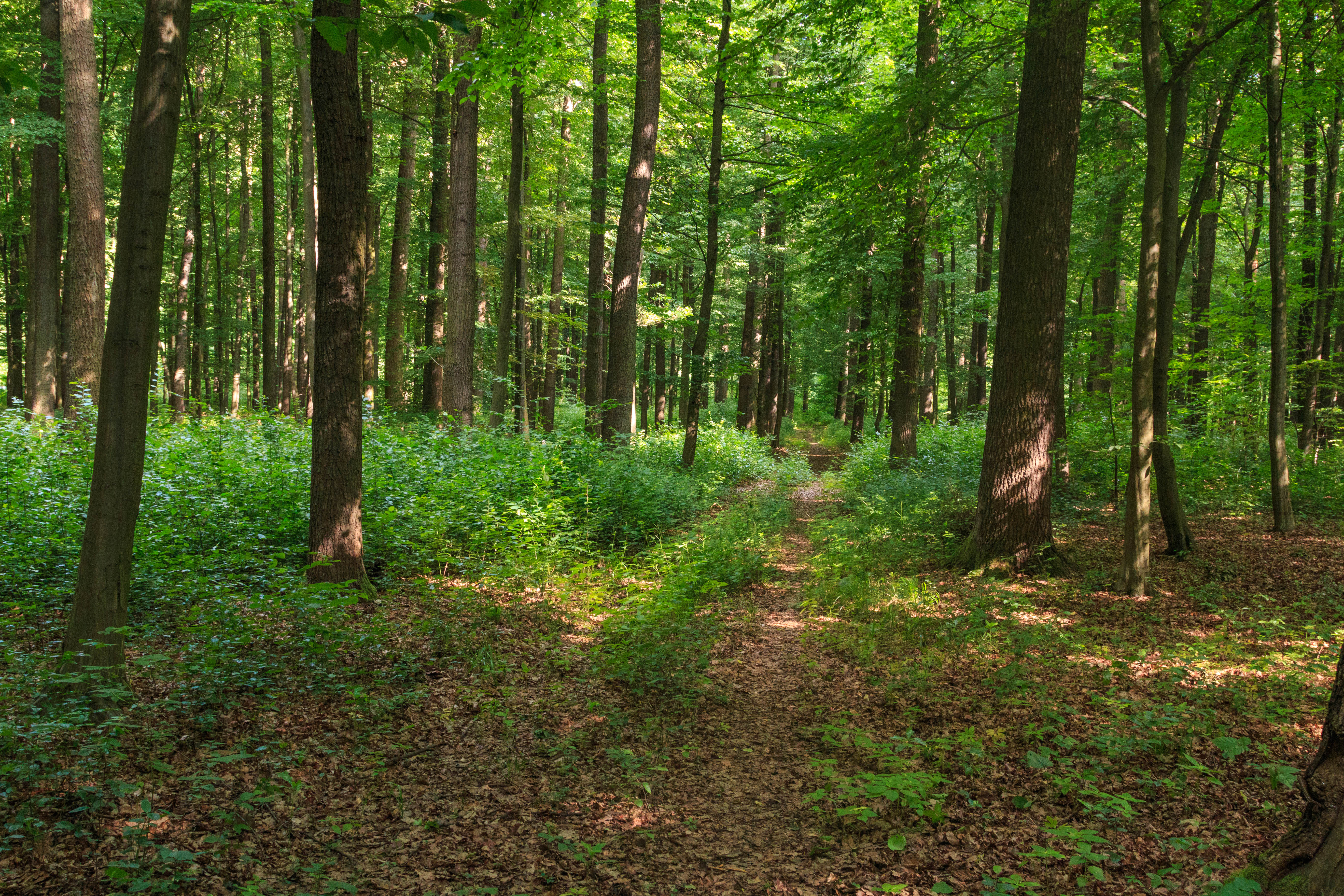
Přírodní památka Olešnice
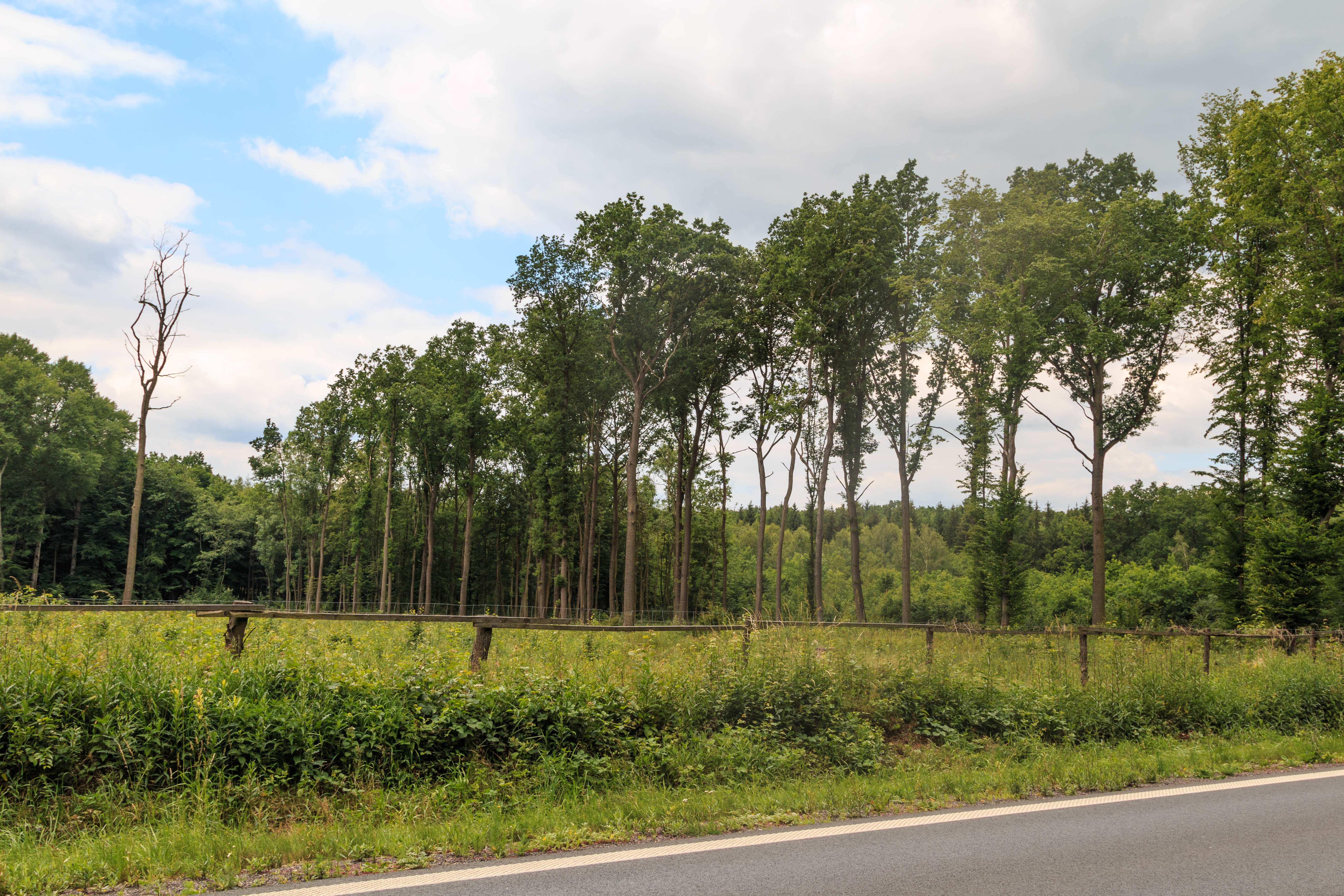
Přírodní památka Olešnice